# Pilea howelliana
Pilea howelliana är en nässelväxtart som beskrevs av Hand.-mazz.. Pilea howelliana ingår i släktet pileor, och familjen nässelväxter. Utöver nominatformen finns också underarten P. h. denticulata.